# Jacques Hiron
Jacques Hiron, né en 1946 à Gisors (Eure), est un écrivain et journaliste vivant à Leucate (Aude).
Il écrit des ouvrages de vulgarisation scientifique, des romans, des monographies et des bandes dessinées et il est considéré comme un spécialiste de l'univers de Tintin.

## Biographie
Jacques Hiron, natif de Gisors, est un ancien cadre commercial qui s'est installé dans l'Aude et s'est reconverti dans l'écriture et le journalisme.

## Ouvrages
Romans
Le Paquebots des Sables, E-dite, Paris, 2002  (ISBN 2-84608-071-2).
Ouvrages de vulgarisation scientifique, histoire et géographie régionale
- Leucate : plein cadre ; livre de photographies (avec Noël Hautemanière, Toreilles, 2004  (ISBN 2-9516053-3-1).
- Il était une fois Leucate, Leucate, éditions du Cap Leucate, 2005 (reprint de l'édition de 1998)

Monographies
- Carnets de Syldavie[1],[2],  d'après Hergé, Éditions Mosquito, 2009  (ISBN 978-2-352830221)
- Tous les secrets de « La Licorne »[3],[4],[5], Jacques Hiron, Dominique Maricq et Yves Horeau, Gallimard/Éditions Moulinsart, 2017  (ISBN 978-2742450503)

Bandes dessinées
- La foire aux frisés, dessin de Jean-Michel Arroyo, E-dite, 2003  (ISBN 2846081115 et 978-2846081115).
- Le Paquebot des sables[6],[7], scénario d'après le roman éponyme , dessin de Jean-Michel Arroyo, Éditions Joker :
  - Le Paquebot des sables, tome 1 : Karl [8], 2004,  (ISBN 2872652671 et 978-2872652679)
  - Le Paquebot des sables, tome 2 : Ingrid, 2005  (ISBN 2872652949 et 978-2872652945)
  - Le Paquebot des sables, tome 3 : Günther, 2006  (ISBN 287265335X et 978-2872653355)
  - Le Paquebot des sables, tome 4 : Elsa, 2009  (ISBN 287265335X et 978-2-87265-380-5)
- Tintin - Les premiers pas sur la Lune[9],[10], préface de Yves Horeau, textes et mise en page de Yves Horeau et de Jacques Hiron, illustrations et dessins de Justo Miranda et Hergé, Éditions Moulinsart, 2019  (ISBN 978-2-874244339)